# 堺市立大仙西小学校
堺市立大仙西小学校（さかいしりつ だいせんにし しょうがっこう）は、大阪府堺市堺区にある公立小学校。

## 沿革
明治時代初期、当時の大鳥郡舳松（へのまつ）村に設置された泉州第九十番小学校が起源となっている。1924年に舳松村字畑田1344番地（現在地）に移転している。
校名は旧村の名前から舳松小学校と名乗っていたが、学校所在地の町名が大仙西町に改称されたことを機に、1967年に新しい町名をとって大仙西小学校に改称している。

### 年表
- 1874年5月15日 - 泉州第九十番小学校として開校。
- 1876年 - 大鳥郡公立舳松小学校と称する。
- 1885年 - 大鳥郡舳松尋常小学校に改称。
- 1896年 - 郡の合併により、泉北郡舳松尋常小学校と称する。
- 1903年7月23日 - 学校に落雷。それに伴う火災により校舎全焼。
- 1924年 - 現在地に移転。
- 1925年10月1日 - 舳松村が堺市に編入。堺市舳松尋常小学校に改称。
- 1934年9月21日 - 室戸台風で校舎倒壊。
- 1941年4月1日 - 国民学校令により、堺市舳松国民学校に改称。
- 1945年3月 - 堺市金岡地区へ集団疎開。
- 1947年4月1日 - 学制改革により、堺市立舳松小学校に改称。
- 1965年1月6日 - 校舎火災により8教室焼失。
- 1967年4月1日 - 堺市立大仙西小学校に改称。

## 通学区域
- 堺市堺区 大仙西町、協和町。

卒業生は堺市立陵西中学校に進学する。

## 交通
- 南海バス 御陵通3丁バス停。
- 阪堺電気軌道阪堺線 御陵前停留場 南東へ約900m。
- 南海本線 湊駅 東へ約1.5km。
- 南海高野線 堺東駅 南西へ約2km。
- 阪和線 百舌鳥駅 西へ約1.9km。